# Липки
Липки (рус. Липки) град је у Русији у Тулској области. Према попису становништва из 2010. у граду је живело 8719 становника.

## Становништво
| 1959.  | 1970.  | 1979.  | 1989.  | 2002. | 2010. |
| ------ | ------ | ------ | ------ | ----- | ----- |
| 19.435 | 14.468 | 11.924 | 10.355 | 9.843 | 8.719 |